# The Gnome King of Oz
The Gnome King of Oz, publicado em 1927, é o vigésimo-primeiro livro sobre a terra de Oz, série de livros criada por L. Frank Baum, e o sétimo livro escrito por Ruth Plumly Thompson. Como dezenove dos vinte livros anteriores, foi ilustrado por John R. Neill.